# Haworthia cymbiformis var. cymbiformis
Haworthia cymbiformis var. cymbiformis (sin. Haworthia cuspidata), bijka iz roda havorcije, nekada smatrana posebnom vrstom, čiji je sinonim Haworthia cuspidata. Priznata je kao varijetet vrste H. cymbiformis

## Uzgoj
Preporučena temperatura noću je 10-11°C, a tolerira hladnoću od najviše -1°C. Mora biti u sjeni i zahtjeva redovito zaljevanje. 